# Parabaza
Parabaza (starogrško παράβασις, dob. 'izstopanje') je del starogrške komedije, v kateri igralci odhajajo s scene, zbor pa stopa naprej, snema maske in se s pesmijo obrača neposredno h gledalcem ter s tem razbija scensko iluzijo. Parabaza je najpomembnejši zborovski vložek v stari antični komediji in je zapeta v anapestnih tetrametrih. 
Parabaza je na vrsti za agonom in se imenuje tako zato, ker se zbor obrača h gledalcem (παραβαίνειν εἰς τοὺς θεατάς) ali zato ker ta pesem s svojo vsebino izstopa iz glavnega toka dela oziroma odstopa od vprašanja, o katerem se je razpravljalo v agonu. V nekaterih delih parabaza govori o razmerah pesnikovega dela in političnih razmerah v Atenah. V petih starejših Aristofanovih komedijah zborovodja govori v imenu samega pesnika.  Parabaza se sestoji iz dveh delov, od katerih je prvi brez strofične strukture, drugi pa ima tako strukturo. Vsak od teh glavnih delov ima še več manjših delov; lahko do sedem, kadar je parabaza popolna.

## Struktura parabaze
Prvi glavni del parabaze (τὰ ἁπλᾶ = prosti deli) sestavljajo: 
- komation (κομμάτιον), tj. kratek uvod, običajno v lirski metriki, ko se zborovodja obrača h gledalcem;
- prava parabaza, ki se imenuje tudi anapest (ἀνάπαιστοι), ker je sestavljena v anapestnih tetrametrih;
- dolgi del ali makron (μακρόν), tj. zaključek parabaze, ki navadno ni dolg in se imenuje tudi "dušenje" ali pnigos (πνῖγος), ker so njegovi kratki anapesti recitirani brez prekinitve in zahtevajo veliko naprezanje zborovodje.

V  prvem delu parabaze se pesnik ukvarja s svojim delom in svojimi zaslugami ali s svojimi konkurenti v komediografski dejavnosti; npr. v Vitezih je dan kratek pregled razvoja grške komedije do Aristofanovega časa. Odkar je Aristofan v Pticah tudi prvo parabazo poskušal vključiti v glavni tok dela, se je v poznejših delih vse manj uporabljala in v njegovih zadnjih komedijah povsem izginila.
Drugi glavni del parabaze, tj. druga parabaza, s strofično kompozicijo (τὰ διπλᾶ = podvojeni deli) ima štiri simetrične dele:
- prvi polzbor poje odo (ὠδή), ki je pri Aristofanu običajno lirska pesem v čast nekega božanstva;
- zborovodja prvega polzbora recitira epiremo (ἐπίρρημα) v trohejskem tetrametru, ki je polna kratkih šal na račun lokalnih osebnosti, ki jih atenski gledalci poznajo  (npr. na račun Kleona v Osah);
- drugi polzbor poje antodo (ἀντῳδή), tudi v slavo nekega božanstva,
- zborovodja drugega polzbora recitira antepiremo (ἀντεπίρρημα), katere vsebina je tudi šala in porog.

Popolno parabazo z vsemi sedmimi deli imajo samo tri starejša Aristofanova dela: Vitezi, Ose in Ptice. Vse dele, razen komationa, imajo Aharnjani, Mir in Praznovalke tezmoforij. Makrona ali pnigosa ni v Oblakih. Žabe imajo samo prvo parabazo, tj. komation, anapest in makron. Tri pozna dela, Lizistrata, Plut in Zborovalke, sploh nimajo parabaze.

## Vsebina
Vsebina parabaze :
1. čisto osebne zadeve med pesnikom in poslušalci – pohvala dela, komično hvalisanje, prikazovanje zaslug za razvoj komedije in razlaga tistega, kar želi pesnik doseči v književnosti, zamera gledalcem, ki so zavrgli svoje ostarele pesnike, obračanje k sodnikom in pretnje sodnikom;
2. posmeh posameznim Atencem;
3. pareneze (opomini, nasveti) gledalcem, ki niso povezane z dramo;
4. spreminjanje zbora, ne v imenu pesnika, ampak v vlogi osebe, ki jih v drami predstavljajo glede na maske.

Parabaza je le v delih stare antične komedije; ko je bila opuščena, je bila zmanjšana tudi vloga zbora v komediji.